# رودخانه سزار (کلمبیا)
رودخانه سزار (به انگلیسی: Cesar River) رودخانه‌ای است که در کلمبیا جریان دارد.